# Tjalling Aedo Johan van Eysinga (1914-2002)

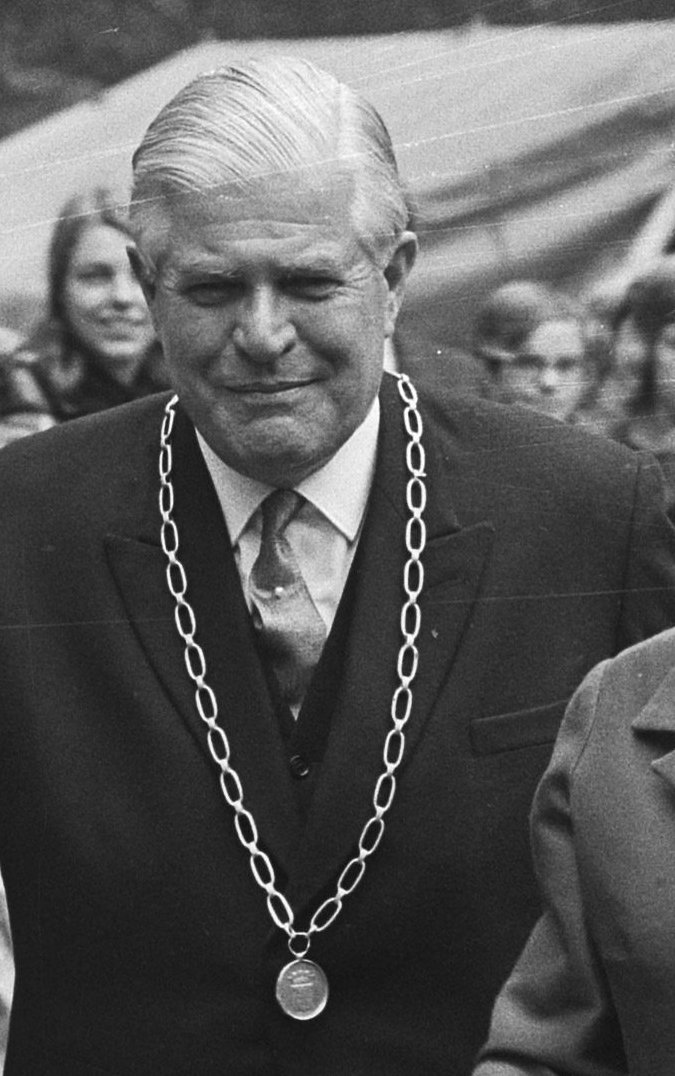
Burgemeester jhr. T.A.J. van Eysinga (1971)

Jhr. Tjalling Aedo Johan van Eysinga (Scheveningen, 7 augustus 1914 – Lochem, 2 juli 2002) was een Nederlands politicus van de CHU.
Van Eysinga, telg uit het geslacht Van Eysinga, werd geboren als zoon van jhr. Willem Jan Mari van Eysinga (1878-1961), later bekend als hoogleraar volkenrecht te Leiden en rechter van het Permanent Hof van Internationale Justitie, en kleinzoon van jhr. Tjalling Aedo Johan van Eysinga (1846-1898) die burgemeester van Noordwijkerhout is geweest. Zelf ging hij na de hbs studeren aan de Nederlandsche Economische Hoogeschool in Rotterdam. Hij was daarna in Leeuwarden secretaris en later voorzitter van de grondkamer. Tijdens de Tweede Wereldoorlog is hij een half jaar geïnterneerd geweest in Vught en Amersfoort. Na die oorlog ging hij met zijn vrouw Willemine Aletta Rensina Horst (1917) twee jaar in dienst van Algemene Maatschappij voor Jongeren (AMVJ) naar het toenmalige Nederlands-Indië voor welzijnszorg van de Nederlandse militairen aldaar. In 1949 werd Van Eysinga benoemd tot burgemeester van Hellevoetsluis en Nieuwenhoorn waar hij te maken kreeg met de Watersnoodramp van 1953. In 1960 fuseerden de gemeenten Hellevoetsluis, Nieuw-Helvoet en Nieuwenhoorn tot de nieuwe gemeente Hellevoetsluis waarvan hij de burgemeester werd. In april 1968 volgde zijn benoeming tot burgemeester van Oegstgeest wat hij tot zijn pensionering in 1979 zou blijven. Daarna verhuisde hij eerst naar het Friese dorp Rijs en later naar Lochem waar hij in 2002 na een lange ziekte op 87-jarige leeftijd overleed.